# Скибневская, Халина
Халина Скибневская (пол. Halina Skibniewska, в девичестве — Эренц; родилась 10 января 1921 года в Варшаве — скончалась 20 апреля 2011 года там же) — польский архитектор, преподаватель архитектуры в Варшавском политехническом университете и политик, депутат Сейма с 1965 по 1985 год. Первая женщина, занимавшая пост Вице-маршала Сейма (с 1971 по 1985).

## Юность
Халина Эренц родилась 10 января 1921 года в Варшаве, в семье Эвелины (урождённой Кучковской) и Вацлава Эренца.
После поступления в Варшавский политехнический университет, она начала работать на Ромуальда Гутта — довоенного архитектора-модерниста. Она проектировала здания Главного статистического управления (пол. Główny Urząd Statystyczny (GUS) под его руководством до окончания университета в 1948 году.

## Карьера и наследие
После окончания школы Халина Эренц начала работать в Варшавском бюро реконструкции, и была назначена в группу реконструкции Национального театра Народовы. В 1951 году она вышла замуж за коллегу-архитектора Зигмунда Скибневского. Позднее он был председателем Общества польских градостроителей. Супруги редко работали вместе, Халина сосредоточилась на жилой архитектуре, надеясь решить такие городские проблемы, как отсутствие удобств и надлежащей санитарии, а также перенаселенность. В 1960-х годах она работала над проектами Winogrady (1963—1964) в Познани и Wolska IV (1965).
Одним из самых известных её проектов был популярный жилой объект в поместье Шволежеров, известный как «Жолибожские сады» (пол. sady Żoliborskie, 1958—1963). В строительстве вторично использовались орнаменты, кирпичная кладка и дерево из заброшенных исторических сооружений в поместье, что было типично для её работ. В экономических условиях того времени она нашла способы экономить без ущерба для дизайна и единства зданий. Организуя пятиэтажные здания вокруг центрального двора, который раньше был садом, пространства между зданиями были спроектированы как парки для жителей, на окраине располагались детский сад и школа. Она продолжала работать над проектом до 1973 года и расширила его в период с 1974 по 1976 год.
Микрорайоны, а не единичные дома — составляют польский пейзаж. Не все микрорайоны, построенные в эпоху Польской Народной Республики, состояли из панельных домов. Микрорайон «Жолибожские сады», а также «Район кавалеристов» — два варшавских проекта Халины Скибневской — до сих пор приводят в пример прекрасно продуманных, камерных, приятных для жизни пространств, гармонию между панельными домами и зеленью, многоквартирной застройкой и окружением.
«Районы „Жолибожские сады“ 1958—1963 и „Кавалеристов“ 1974—1976, строящиеся во времена нормативных и финансовых ограничений, — доказательство того, что даже в те трудные времена можно было, руководствуясь этическим чувством ответственности, творить лучше, чем это навязывала сухая норма», — пишет Конрад Куча-Кучинский в книге «Женщины в архитектуре» («Kobiety w architekturze»).

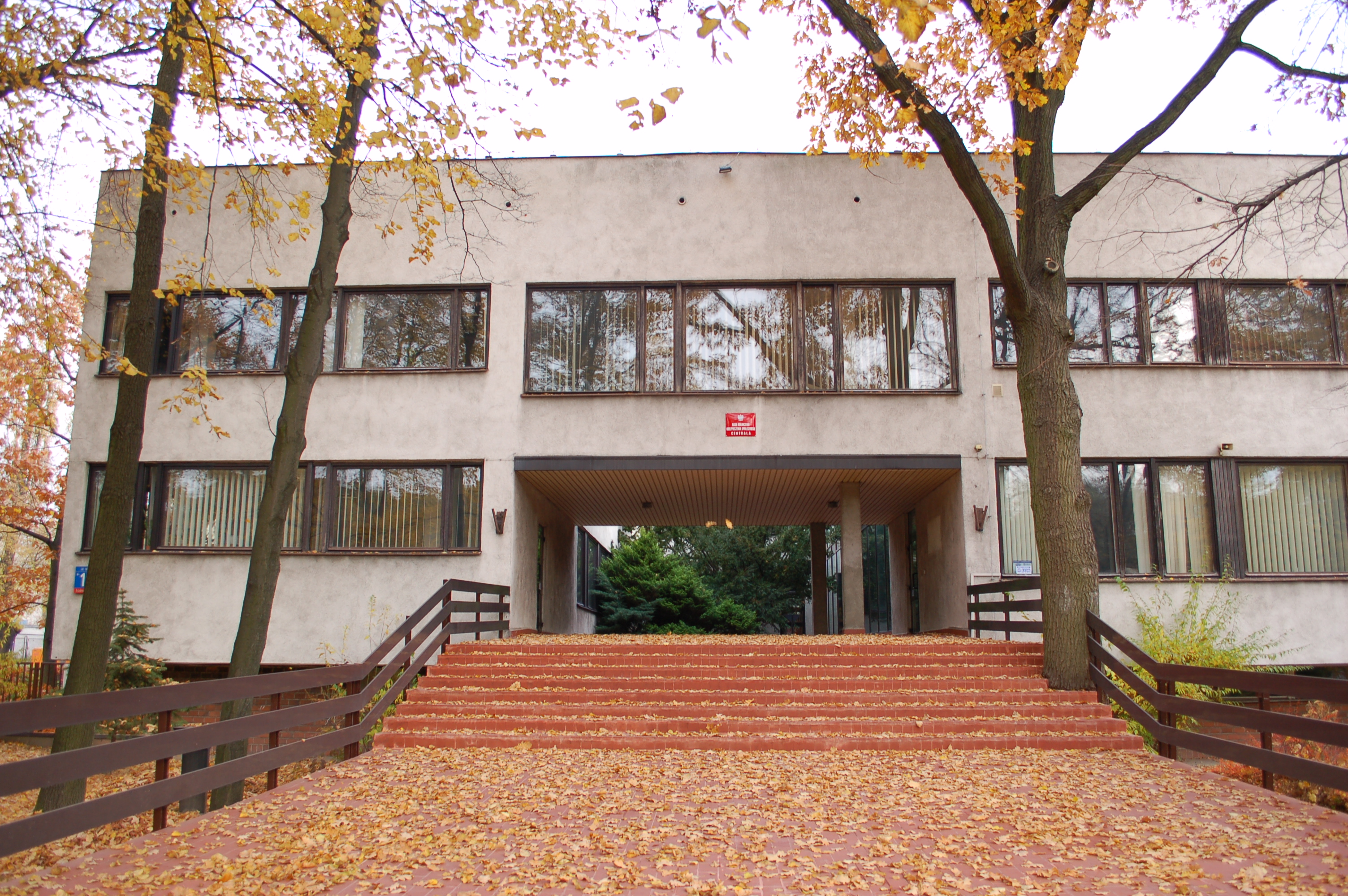
Здание ZETO в Варшаве

Социально значимые объекты архитектуры, спроектированные Скибневской: 1972-1975 — строительство первого жилого комплекса для людей с ограниченными возможностями в микрорайоне Садыба, в том же районе в 1971 году были построены школа, детский сад и образовательный центр. В 1974 году было завершено строительство здания ZETO в Варшаве, в 1975 году — детского сада в городе Сокулка, с 1975 по 1986 год Скибневская работала над жилищным проектом Białołęka Dworska.
В 1965 году была избрана депутатом Сейма — законодательного органа Польши, а в 1971 году стала первой женщиной-заместителем Маршала. Неоднократно переизбираясь, занимала эту должность до 1985 года. В период военного положения 1981—1983 годов содействовала в оказании помощи политическим заключённым и тем, кто предстал перед военным трибуналом. Архитектор и политик уживались в ней на равных правах: в трудные времена архитектор пыталась искать и защищать формы архитектуры, созданной для человека и его потребностей.
В 1971 года поступила на факультет своей альма-матер, с 1975 по 1985 год работала преподавателем на архитектурном факультете (пол. Wydział Architektury Politechniki Warszawskiej (WAPW)), с 1975 по 1991 год возглавляла отдел жилищного строительства в проектном институте WAPW, с 1975 по 1989 год работала в междисциплинарной Высшей школе жилищного строительства, с 1986 по 1990 год руководила правительственным проектом по городской экологии. С 1991 по 2000 год, после ухода из WAPW, работала в Варшавской лаборатории жилищной среды.
Халина Скибневская получила множество наград за свои проекты и социальный вклад, включая первый приз в конкурсе дизайна в 1962 году и премию «Мастер Варшавы» за дизайн школы в Садыбе в 1972 году. В том же году ей было присвоено почетное звание Гранд-офицера французского Ордена Почетного Легиона, в 1978 году она получила почетную награду от Ассоциации польских архитекторов (пол. stowarzyszenia Architektów Polskich (SARP)). В 1979 году за усилия по установлению мира между народами она была удостоена Ленинской премии мира 1977/78 годов, в 2000 г. она была награждена медалью Варшавского технологического университета.
Автор нескольких книг по дизайну интерьеров, в которых искала оптимальные решения для малогабаритных квартир.
Модульную мебель проектировали в Народной Польше начиная с 1950-х годов, но по-настоящему переломным стал конкурс мебельных проектов для малогабаритных квартир, объявленный в 1961 году Союзом польских художников и Объединением предприятий мебельной промышленности и завершившийся выставкой на 17-й Международной познанской ярмарке. Мебель вместе с другими решениями для маленьких квартир варшавяне смогли увидеть своими глазами в 1963 году в новом мебельном павильоне на улице Пшескок. В павильоне прошла выставка под лозунгом «Мебель для малогабаритных квартир», на которой были представлены произведения Халины Скибневской, архитектора знаменитого микрорайона Жолибожские сады, а также супругов Ковальских, создавших мебель по совершенно новым принципам: все необходимые компоненты, включая складные диваны и столы, были встроены в различные модули.
На выставке «Танго на 16 квадратных метрах», которая до 14 октября 2018 года проходила в варшавской галерее «Захента», можно было узнать интересные детали о конкурсе мебели для малогабаритных квартир и своими глазами увидеть концепцию Халины Скибневской по переоборудованию небольших квартир в соответствии с меняющимися потребностями семьи.

## Смерть
Скончалась 20 апреля 2011 года в Варшаве. Похоронена на Повонзковском кладбище